# Golfe nos Jogos Pan-Americanos de 2023 - Classificação
Golfe estão o sistema de classificação e as nações classificadas para o Golfe nos Jogos Pan-Americanos de 2023, programado para ser realizado em Santiago, Chile, de 2 a 5 de novembro de 2023.

## Sistema de classificação
Um total de 64 jogadores (32 por sexo) se classificarão para competir nos jogos. Cada nação pode inscrever no máximo 4 atletas (dois por gênero). A nação anfitriã, Chile, classificou automaticamente o número máximo de atletas (4). O restante das vagas serão baseadas no Ranking Mundial de Golfe Oficial e no Ranking Mundial de Golfe Feminino de 3 de julho de 2023. As vagas restantes serão alocadas usando o Ranking Mundial de Golfe Amador em 3 de julho de 2023.
Um atleta deve estar ranqueado no ranking mundial, não podendo exceder uma pontuação de handicap de 4,0 se ranqueado no Ranking Mundial de Golfe Amador.

## Sumário de classificação
| CON          | Masculino | Feminino | Atletas |
| ------------ | --------- | -------- | ------- |
| CHI Chile    | 2         | 2        | 4       |
| Total: 1 CON | 32        | 32       | 64      |